# 耿武
耿 武（こう ぶ、? - 191年）は、中国後漢時代末期の政治家。字は文威。

## 正史の事跡
| 姓名         | 耿武                        |
| 時代         | 後漢時代                    |
| 生没年       | 生年不詳 - 191年（初平2年） |
| 字・別号     | 文威（字）                  |
| 出身地       | 〔不詳〕                    |
| 職官         | 長史                        |
| 爵位・号等   | -                           |
| 陣営・所属等 | 韓馥                        |
| 家族・一族   | 〔不詳〕                    |

韓馥配下の長史。初平2年（191年）、韓馥が袁紹の冀州入りを打診されると、耿武は閔純・李歴・沮授と共にそれを拒否するよう諌めた。しかし韓馥は聞かず、袁紹を迎え入れてしまった。
袁紹が冀州入りして韓馥と面談した際には、他の同僚たちが韓馥を見捨てて逃げ去る中、閔純と共に韓馥の傍らで剣を構え、他の袁紹の兵士たちが立ち入るのを拒んだ。これを見た袁紹は、後に密かに部下の田豊に指図し、耿武と閔純を暗殺させた。果たしてその後、袁紹に冀州を奪われた韓馥も、失意のうちに自殺した。

## 物語中の耿武
小説『三国志演義』でも耿武は史実同様、韓馥に袁紹迎え入れを思い留まるよう諫言する。やはり受け入れられず、最後は関純（正史の閔純）と共に袁紹に斬りかかったが、袁紹の傍らに控えていた顔良から返り討ちを受け、果てている。
横山光輝の漫画『三国志』では、謹厳な風貌の老人として描かれ、1人果敢に袁紹を暗殺しようとしたが果たせず、その部下たちに滅多切り刺しにされ、壮絶な最期を遂げている。